# Ranulf Compton
C. H. Ranulf Compton (* 16. September 1878 in Poe, Allen County, Indiana; † 26. Januar 1974 in Madison, Connecticut) war ein US-amerikanischer Politiker. Zwischen 1943 und 1945 vertrat er den dritten Wahlbezirk des Bundesstaates Connecticut im US-Repräsentantenhaus.

## Werdegang
Ranulf Compton besuchte die öffentlichen Schulen in Indianapolis und danach bis 1898 die Howe Military School in Howe (Indiana). Danach studierte er an der Harvard University. In den folgenden Jahren war er in den Staaten New York und Connecticut im Finanz- und Bankgeschäft tätig. Zwischen 1912 und 1916 war er Hauptmann der Infanterie in der Nationalgarde von New York. Zwischen Juli 1916 und März 1918 bekleidete er denselben Rang in der US-Armee. Danach war er als Major einer Panzereinheit aktiv am Ersten Weltkrieg beteiligt. Bis August 1919 blieb Compton Mitglied der Armee. Für seine Verdienste während des Krieges wurde er mit dem Purple Heart und dem Orden der Ehrenlegion ausgezeichnet.
1920 wurde Compton militärischer Berater von New Yorks Gouverneur Nathan Lewis Miller. In den Jahren 1921 und 1922 war er als Deputy Secretary of State stellvertretender geschäftsführender Beamter der Staatsregierung von New York. Anschließend arbeitete Compton von 1923 bis 1929 als Sekretär und Schatzmeister der Organisation zum Ausbau des Hudson River (Hudson River Regulating District) in Albany.
Compton war Mitglied der Republikanischen Partei. Zwischen 1940 und 1941 war er Berater von Connecticuts Gouverneur Raymond E. Baldwin. 1942 wurde er im dritten Distrikt von Connecticut in das US-Repräsentantenhaus in Washington, D.C. gewählt, wo er am 3. Januar 1943 die Nachfolge des Demokraten James A. Shanley antrat, den er bei der Wahl geschlagen hatte. Da er aber im Jahr 1944 seinerseits dem Demokraten James P. Geelan unterlag, konnte Compton bis zum 3. Januar 1945 nur eine Legislaturperiode im Kongress verbringen, die von den Ereignissen des Zweiten Weltkriegs bestimmt war.
Zwischen 1945 und 1968 war Compton Präsident und Eigentümer der South Jersey Broadcasting Company. Seinen Lebensabend verbrachte er in Madison, wo er im Januar 1974 im Alter von 95 Jahren verstarb.